# Guillermo de las Blancas Manos

Escudo de armas.

Guillermo de Blois, llamado Guillermo de las Blancas Manos (La Brosse-Montceaux, Isla de Francia, 1135 - Laón, 7 de septiembre de 1202), fue arzobispo de Sens (1169-1176), arzobispo de Reims (1175-1202), y primer Par de Francia que utilizó este título.
Era hijo de Teobaldo IV, conde de Blois y de Champaña, y de su esposa Matilde de Carintia, y tío de Felipe Augusto, al que consagró rey de Francia en Reims en 1179. Dirigió el Consejo Real (1184-1202).